# 斯图威·格里芬
斯图尔特·吉利根·「斯图威」·格里芬 是美国喜剧动画《蓋酷家庭》裏面的角色。是彼得和洛伊丝最小的孩子，其哥哥是克里斯，姐姐是梅格，是一岁的天才婴儿。雖然他在美國出生，然而因為其出生時，他的接生醫生有上層英文口音而其能夠模仿。他沉迷于暴力和弑母。他与拟人狗布赖恩有非常亲密的友谊。他被认为是该节目的关键角色。《Wizard》评选其为有史以来最伟大反派第95名。在中國大陸，因頭型酷似餃子，故被諸多觀眾以及粉絲称之为餃子。